# Frankenberg (Gemeinden Langenstein, Ried)
Frankenberg ist eine Anhöhe und Ortslage im unteren Mühlviertel in Oberösterreich wie auch Ortschaft der Gemeinden Langenstein und Ried in der Riedmark im Bezirk Perg.

## Geographie
Der Frankenberg befindet sich am Nordrand des Linzer Feldes über der Donau, 14 Kilometer südöstlich des Stadtzentrums von Linz, 13 Kilometer westlich von Perg, östlich oberhalb von St. Georgen an der Gusen. Er kulminiert im Kirchberg (351 m ü. A.). Der Höhenzug ist eine der südliche Mühlviertler Randlagen. Begrenzt wird er westlich vom Tal der Gusen und nördlich vom Derntgraben bei St. Georgen – hier liegt der Staffelberg, um den die Gusen eine Schlinge macht. Nordwestlich leitet die Höhenlage in den Kruckenberg über. Östlich bildet der Rieder Bach im Wienergraben die Grenze zum Mauthausner Berg, der dann schon am Rand des Machlandes liegt.
Die am Berg befindliche Streusiedlung Frankenberg umfasst etwa 70 Gebäude mit 280 Einwohnern. Zum Langenberger Ortschaftsgebiet, 50 Gebäude mit knapp 200 Einwohnern, gehören hauptsächlich der Weiler Kirchberg und der Weiler Hart, und einige Häuser am Staffelberg, wo das Frankenberger Gebiet in einem schmalen Streifen bis an die Gusen reicht (Ortslagen Gillhof und Derntl). Der östlichste Teil fällt in Rieder Gemeindegebiet, wo weitere 20 Gebäude mit knapp 70 Einwohnern eine eigene Ortschaft bilden.
| Zottmann (O) Denneberg (O)(beide Gem. St. Georgen a.d.G.) | Kruckenberg Blindendorf (O)(beide Gem. Ried i. d. R.)         | Anzendorf (O, Gem. Ried i. d. R.)             |
| St. Georgen an der Gusen (O, Gem. St. Georgen a.d.G.)     | Kompassrose, die auf Nachbargemeinden zeigt                   | Marbach (O, Gem. Ried i. d. R.)               |
| Stacherlsiedlung (O, Gem. Langenstein)                    | Gusen (O, Gem. Langenstein) Langenstein (O, Gem. Langenstein) | Wienergraben (Gem. Langenstein u. Mauthausen) |

## Geschichte, Infrastruktur und Sehenswürdigkeiten

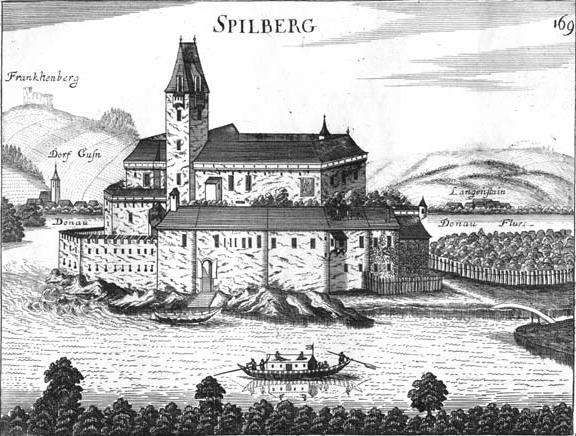
Spielberg, G.M. Vischer 1672; hinten die Orte Dorf Guʃn und Langenʃtain, links darüber Ruine Frankenberg

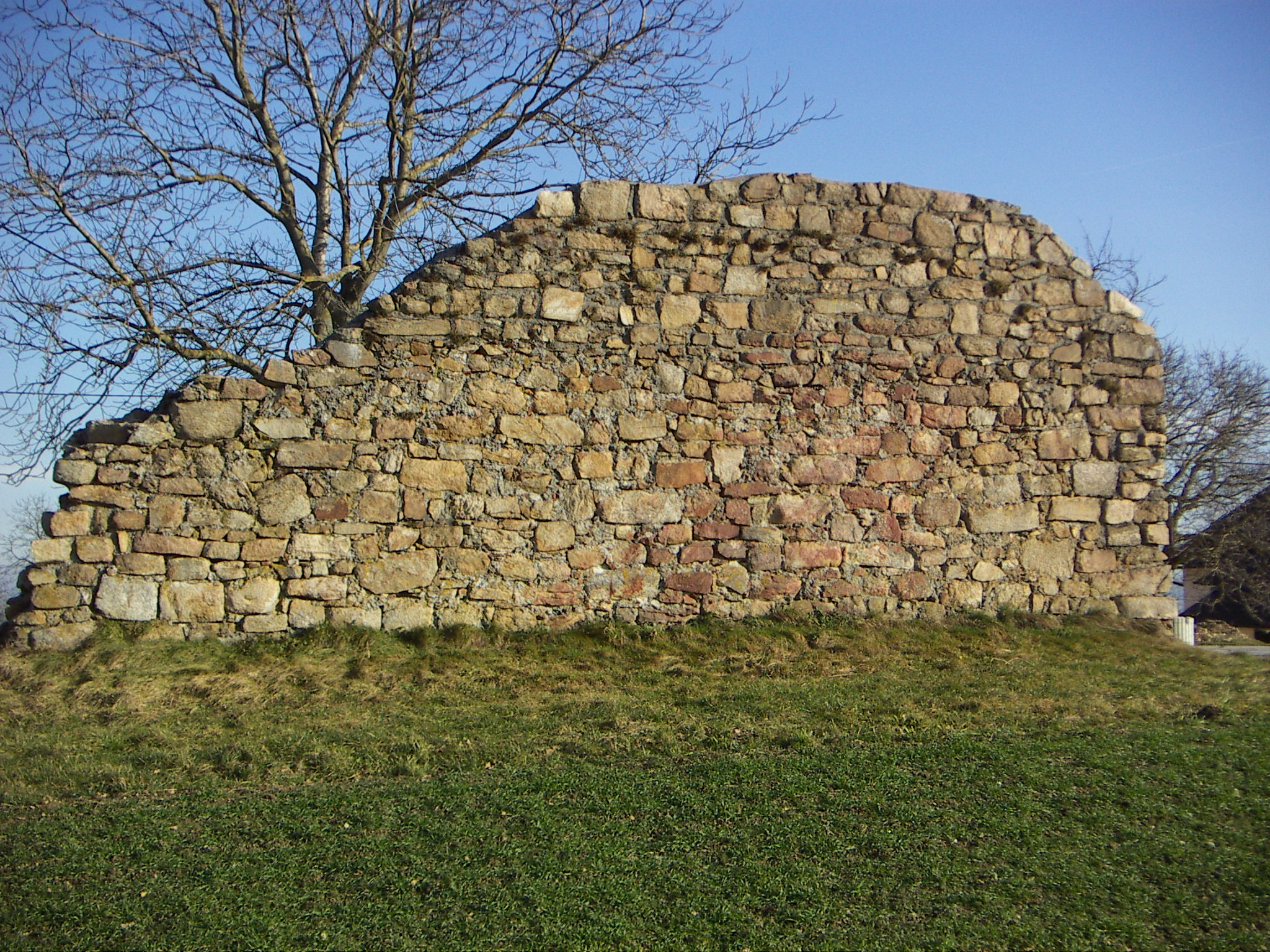
Die Reste der Kirche zum Hl. Johannes Baptistae auf dem Frankenberg sind heute Teil eines Bauernkriegsdenkmales.

Die frühgeschichtliche Besiedelung ist durch die keltischen Wehranlage am Kirchberg (Frankenberger Kircherl) und verstreute Funde hallstatt- und latène-zeitlicher Tonscherben gesichert.
Der Name Frankenberg (1171 Francheperge) dürfte wörtlich zu sehen und eine frühe Ansiedlung an der slawisch-awarischen Grenze sein. Die Kirche am Frankenberg, einst Hl. Johannes Babtistae geweiht und 1234 urkundlich erwähnt, reicht vermutlich bis ins 8. Jahrhundert zurück und ersetzte die frühere Befestigung.
Über eine Burg am Frankenberg, wie sie etwa Georg Matthäus Vischer 1672 darstellt, ist nichts bekannt. Zwar wird am Kirchberg eine Wehrkirche gestanden haben, diese war aber im 17. Jahrhundert schon recht baufällig. Zu Pfingsten 1636 im Dreißigjährigen Krieg wurde dort der protestantische Prediger Martin Aichinger vulgo Laimbauer mitsamt seiner Anhängerschaft der Machländischen Bauernbewegung (etwa 300 Männern, Frauen und Kinder) vom obderennsischen Kommandanten Graf Kaspar von Starhemberg eingekesselt und allesamt niedergemacht. Dieses Ereignis ist bekannt als die Schlacht auf dem Frankenberg, bei der Aichinger und wenige andere gefangen, nach Linz überführt und hingerichtet wurden. Dabei wurde auch der Weiler Kirchberg wie auch die Kirche gänzlich zerstört. Das Frankenberger Kircherl wurde 1978 in ein Denkmal der Bauernkriege umgestaltet (Bauernkriegsdenkmal Frankenberg).
Anfang des 19. Jahrhunderts erscheinen am Frankenbergfeld der Weiler Kirchberg mit fünf größeren Gehöften, sowie – West nach Ost – Scheidlbergergut (Hnr. 37), Stacherlgut und Mayrhaus (heute Stacherlsiedlung), Fuchsengut (Hnr. 32), Andregütl (Hnr. 28), Obernöstergütl (Hnr. 30), Steinmaislgut (ohne Adr.), Brunnbauergut (Hnr. 27), Franzlgut und Bauergut (Hnr. 26, 24), Unternösterhaus (abgekommen), Pirchbaurngut (gehört heute zu Langenstein), Gaubitsbauer (Hnr. 41), Pfaffenlehnergütl und Scherzergütl (jeweils eigene Adresse, bei Wienergraben), Brunnbauergut (Hnr. 28), sowie der Naglbauer (Hnr. 98/99) als einziges Gehöft im heute Rieder Teil. Nördlich am Derntfeld liegen Gillbauer und Gillhofpeter (Gillhofstraße 28, 30), Derntlgut (Hnr. 27) und Reitlbaurngut (Hnr. 16), und am Hartfeld fünf weitere Gehöfte. Diese schönen Vierkanter bestehen durchwegs bis heute.
Der Frankenberg selbst ist guter Granit (Mauthausner Granit), der am Fuß zwischen Gusen und Langenberg abgebaut wird (Dirnbergerbruch ab 1840, heute Poschacher). Dieser Abbau war dann auch der Anlass, dort das KZ Gusen anzulegen, in dem von 1940 bis 1945 an die 45.000 Menschen starben.
Heute gilt der Frankenberg als schöner Spazierberg mit guter Fernsicht über das östlichste Alpenvorland bis in die Vor- und Kalkhochalpen, und einige Themenwege verbinden die historischen Stätten am und um den Berg (Pfarrweg, Gedenkweg, Marktweg, Planetenweg).
| Krld. Österr. o.d.Enns (Kthm. Österr. / Österr.- Ugrn.) | Krld. Österr. o.d.Enns (Kthm. Österr. / Österr.- Ugrn.) | Krld. Österr. o.d.Enns (Kthm. Österr. / Österr.- Ugrn.) | Bld. Oberösterreich (Rep. Österr.) | Bld. Oberösterreich (Rep. Österr.) | Bld. Oberösterreich (Rep. Österr.) | Bld. Oberösterreich (Rep. Österr.) | Bld. Oberösterreich (Rep. Österr.) | Bld. Oberösterreich (Rep. Österr.) | Bld. Oberösterreich (Rep. Österr.) |
|                                                         | 1825                                                    | 1869                                                    | 1951                               | 1961                               | 1971                               | 1981                               | 1991                               | 2001                               | 2011                               |
| gesamt Langenstein Ried                                 | 301                                                     | 291                                                     | 294                                | 281                                | 271                                | 376                                | 230 ?                              | 282 218 64                         | 258 188 70                         |
| gesamt Langenstein Ried                                 | 48                                                      | 45                                                      | 50                                 | 51                                 | 48                                 | 81                                 | 53 ?                               | 74 54 20                           |                                    |